# Anuradhapura
Anuradhapura (syng. අනුරාධපුරය, tamil. அனுராதபுரம்) – miasto na Sri Lance, położone 205 km na północny wschód od Kolombo. Liczy 50 595 mieszkańców (stan na 2012 r.). Siedziba dystryktu Anuradhapura.
Anuradhapura to historyczna stolica syngaleskiego buddyjskiego państwa, które rozwijało się w okresie III wiek p.n.e.–XI wiek n.e. Według legendy początek miastu miała dać mniszka buddyjska Sanghamitta przywożąc i ofiarując królowi Sri Lanki Devanampiyatissowi gałąź ze świętego drzewa Bodhi, pod którym miał medytować i doznać oświecenia Budda. Po upadku syngaleskiego państwa zostało opuszczone i odkryte ponownie przez brytyjską ekspedycję w 1820 roku.
Ważne centrum buddyzmu – historyczne święte miasto, gdzie do dziś rośnie szczep drzewa Bodhi, pod którym Budda według tradycji osiągnął oświecenie.
Wśród ruin tego starożytnego miasta zachowało się kilka buddyjskich świątyń, pałaców, klasztor Abhayagiri oraz dom jałmużny.
Anuradhapura została wpisana na listę światowego dziedzictwa kulturalnego i przyrodniczego UNESCO.
W mieście znajduje się port lotniczy Anuradhapura.